# Aeroportul Kirovsk-Apatity
Aeroportul Kirovsk-Apatity (IATA: KVK, ICAO: ULMK) este un aeroport din Apatitî, Munițipalnoe obrazovanie gorod Apatitî s podvedomstvennoi territoriei⁠(d), Regiunea Murmansk, Rusia ce deservește zona Kirovsk⁠(d). Aeroportul a fost tranzitat în 2017 de 60.119 pasageri.
Situat la o altitudine de 157 m, aeroportul dispune de 1 pistă.

## Infrastructură

### Piste
Aeroportul dispune de o singură pistă. Pista 11/29 are suprafața de Beton armat și dimensiunile 2.496 m × 42 m. 